# Canggu (Badas)
Canggu is een bestuurslaag in het regentschap Kediri van de provincie Oost-Java, Indonesië. Canggu telt 9979 inwoners (volkstelling 2010).